# Puț minier

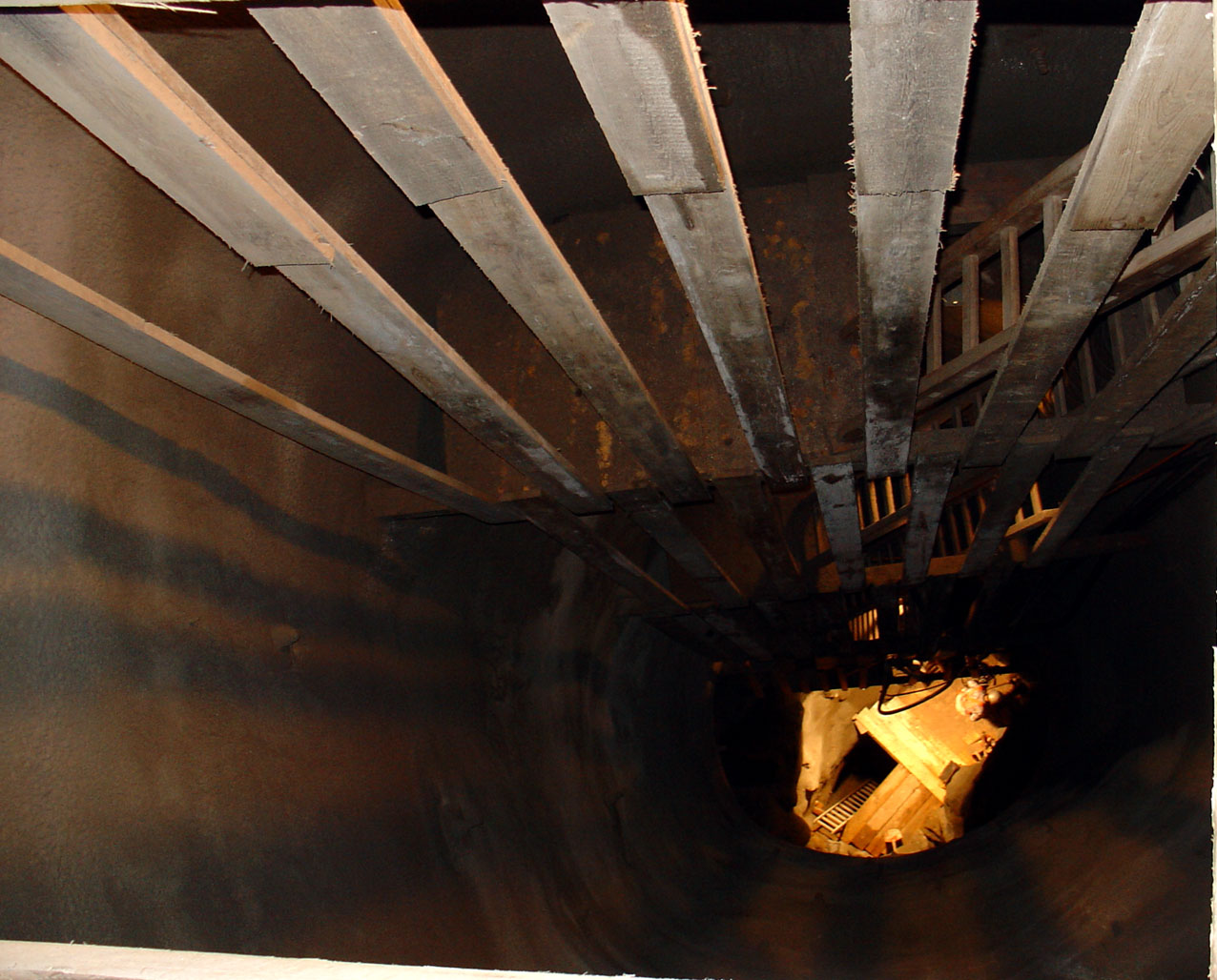
Lucrări de întreţinere a unui puţ in Zinnwald-Georgenfeld (Erzgebirge)

Puțul minier este o lucrare minieră verticală și este destinat transportului de persoane, materiale necesare lucrărilor miniere, sau transportul minereului, sterilului. Mai sunt și puțuri de aeraj care asigură cu aer prosapăt fronturile de lucru.
Planul înclinat este o lucrare minieră, fiind situată între o galerie (lucrare orizontală) și puț, planul înclinat fiind frecvent utilizat în transportul de materiale și minereu.
Puțurile pot ajunge până la suprafață, sau să fie oarbe, când leagă în adâncime două lucrări miniere de pe diferite nivele, fără a ajunge la suprafață. 

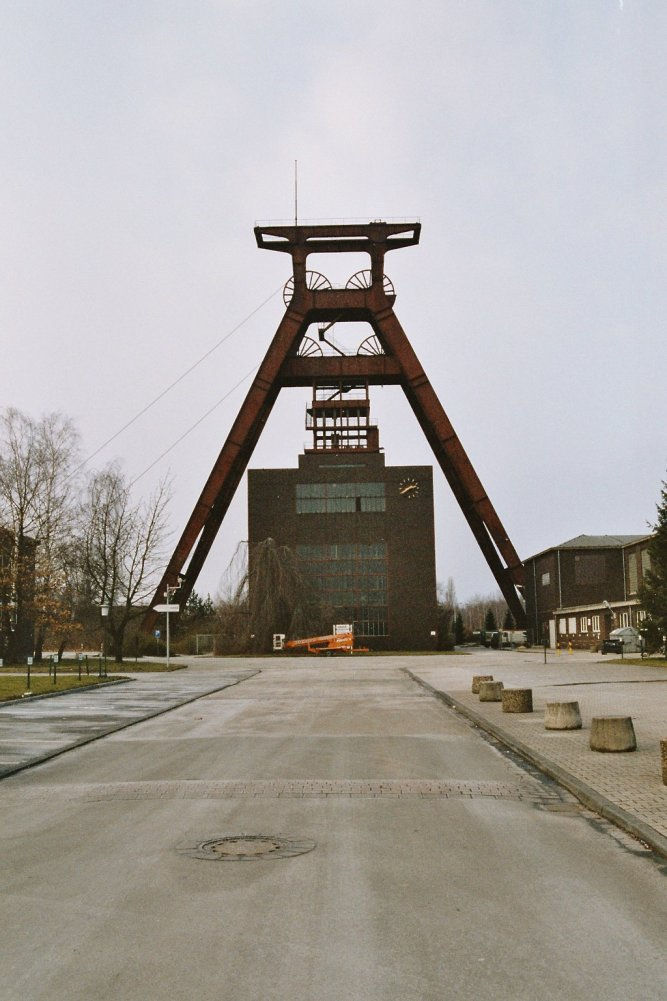
Puţ cu turn de extracţie Pluto in Herne-Wanne
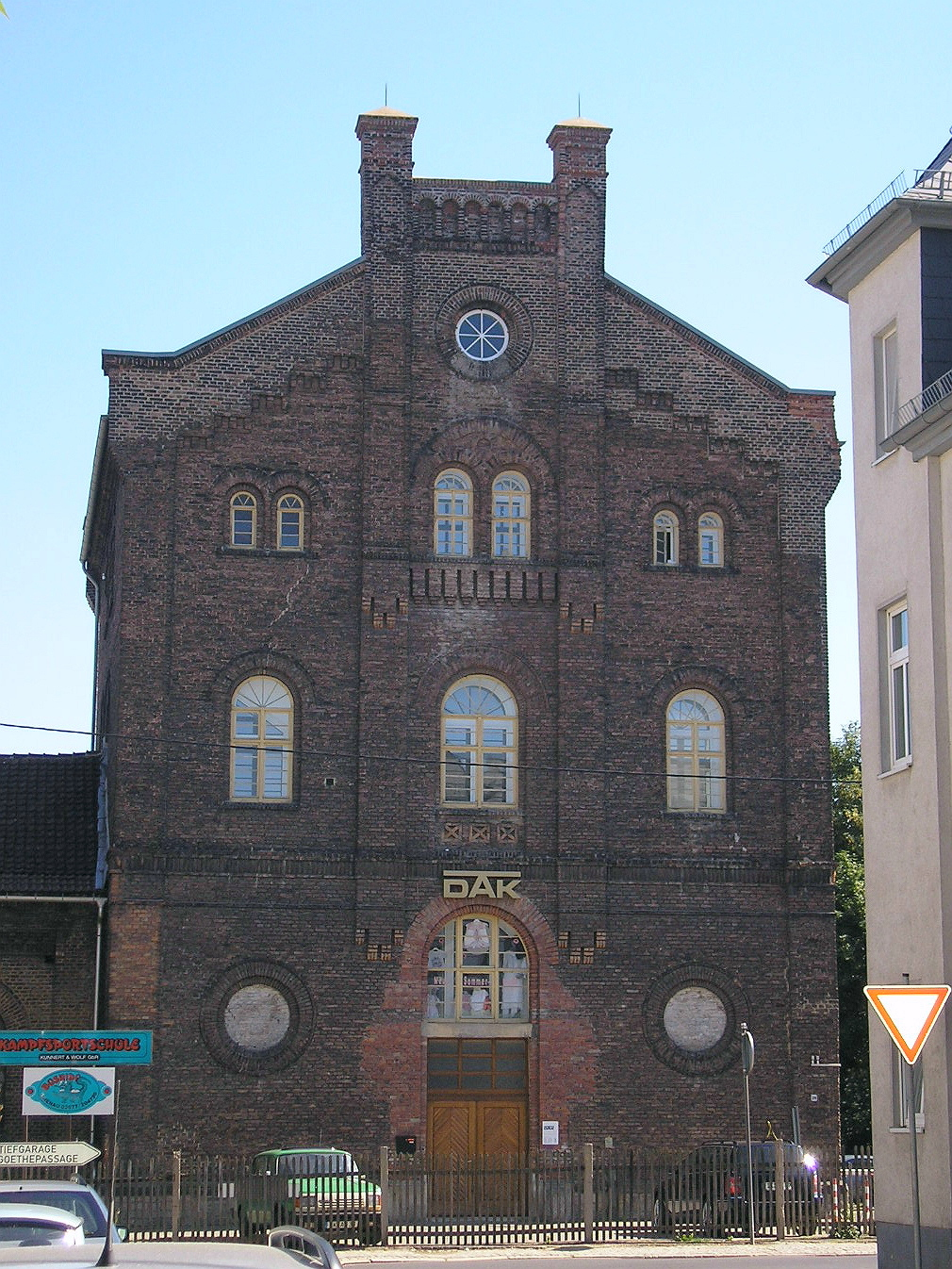
Puţ de odinioară Carl-August in Ilmenau (Thüringen)
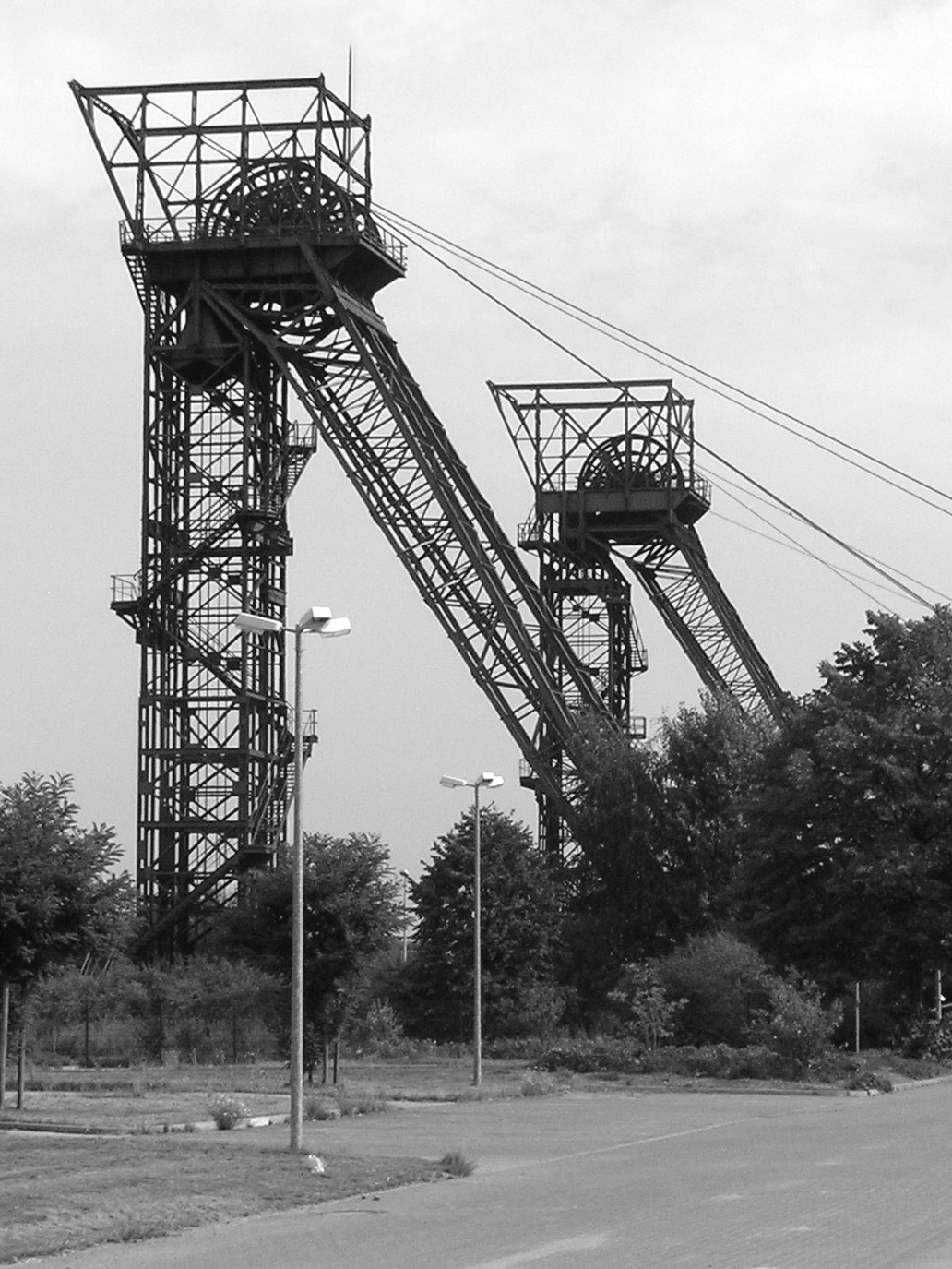
Puţuri de mină la Augusta Mina-Victoria in Marl.